# 9К714 «Ока»
«Ока» (індекс ГРАУ — 9К714, за класифікацією НАТО — SS-23 Spider-A, за Договором РСМД — ОТР-23) — радянський оперативно-тактичний ракетний комплекс розробки 1970-х років. Частково замінив собою комплекси 9К72 «Ельбрус». До складу комплексу входила пускова установка 9П71, яка здійснювала запуск балістичної ракети 9М714.
Згідно з Договором про ліквідацію ракет середньої і малої дальності, комплекси були ліквідовані.

## Історія
У грудні 1987 року Михайло Горбачов і Рональд Рейган підписали Договір між СРСР і США про ліквідацію ракет середньої і малої дальності (РСМД). До переліку систем, що мали бути знищені, потрапила і «Ока», яка фігурувала в договорі під індексом «ОТР-23». У 1989 році було знищено 208 ракет і 102 пускові установки.
Російські джерела стверджують, що включення системи до переліку було політичною помилкою радянського керівництва. «Ока» була системою озброєння, яка відігравала значну роль для обороноздатності СРСР. Помилковість пояснюють тим, що оскільки ракета від ОТР-23 ніколи не випробовувалася на дальність понад 400 км, то керуючись цим критерієм, вона не повинна була потрапити в число систем, які мали бути ліквідовані.

## Оператори
- СРСР – ліквідовані відповідно до договору про ліквідацію РСМД від 1987 року (формально не мали потрапити під дію договору). На 1989 рік було близько 100 комплексів в шести ракетних бригадах (11-та гв., 44-та, 111-та, 189-та гв., 199-та гв., 233-тя) по 12-18 ПУ в кожній.
- Болгарія – в 1985—1988 рр. поставлено 8 СПУ і 24 ракет 9М714К. Знаходилися в ракетній бригаді (с. Телиш). Ліквідовані в 2002—2003 роках.
- НДР – у 1985—1988 рр. поставлено 4 СПУ і 18 ракет 9М714К. Станом на 1992 рік — ліквідовані.
- Чехословаччина – у 1985—1988 рр. поставлено 4 СПУ і 18 ракет 9М714К. Після розпаду Чехословаччини перейшли до Чехії і Словаччини.
  - У 2000 році уряд Словаччини ухвалив рішення знищити всі комплекси в обмін на фінансування від США. Ліквідовані в 2002 році, розбирання велося в місті Тренчин.